# Жданов, Дмитрий Александрович (философ)
Дми́трий Алекса́ндрович Жда́нов (16 апреля 1929, Геническ, Мелитопольский округ — 28 марта 1986, Ворошиловград) — советский философ, ректор Ворошиловградского государственного педагогического института имени Тараса Шевченко. Доктор философских наук. Депутат Совета Союза Верховного Совета СССР 10—11 созывов (1979—1989) от Ворошиловградской области.

## Биография
Родился 16 апреля 1929 года в городе Геническ.
В 1936 году родители переехали в Запорожье, где Дмитрий пошёл учиться в школу. В 1943 году на фронте погиб его отец. Школу окончил в 1947 году в киргизском селе Тюн. В том же году возвратился в Запорожье, где поступил в педагогический институт имени А. М. Горького.
В 1948 году перевёлся в Киевский педагогический институт имени А. М. Горького, который окончил с отличием, получив филологическое образование по специальности русский язык и литература. В 1951 году поступил в аспирантуру.
В 1955 году защитил кандидатскую диссертацию «Об истинности и правильности мышления» при университете. Работал на кафедре логики философского факультета. В 1954 году после окончания аспирантуры по распределению был направлен в Луганский (позже Ворошиловградский) государственный педагогический институт имени Тараса Шевченко и начал свою преподавательскую деятельность на должности старшего преподавателя. В 1960 году ВАК СССР утвердил Д. А. Жданова в звании доцента, а в следующем году он возглавил выделенную из кафедры марксизма-ленинизма новую кафедру — кафедру философии. В 1971 году защитил в Институте философии АН УССР докторскую диссертацию «Проблемы генезиса мышления». В 1972 году утверждён в учёном звании профессора на кафедре философии. В апреле 1975 года Дмитрия Александровича назначили ректором педагогического института.
Умер 28 марта 1986 года.

## Научная деятельность
Основные направления деятельности: разработки в области философии, преподавательская работа, организаторская работа на должности ректора, общественная работа.

### Научные труды
- Жданов Д. А. Об истинности и правильности мышления: Автореф. Дисс. — Киев, 1954.
- Жданов Д. А. Основные категории материалистической диалектики. — Луганск, 1956.
- Жданов Д. А. О переходе от наглядно-образных к отвлеченно-логическим формам мышления //Докл. и сообщ. на науч. сессии за 1962 г. Луган. пед. ин-та: Тез. (Обществ. науки). — Луганск, 1963.
- Жданов Д. А. Протоформы мышления и их отражение в истории языка.// Докл. и сообщ. на науч. сессии за 1962 г. Луган. пед. ин-та: Тез. (Обществ. науки). — Луганск, 1963.
- Жданов Д. А. О генетически ранних формах умозаключения // Материалы конф. посвящ. проблеме: «Строение и деятельность центральной нервной системы человека и животных» (Тез. и сообщ.). — Луганск, 1963.
- Жданов Д. А. Проблема генезиса форм мышления // Вопр. философии. — 1963. — № 10.
- Жданов Д. А. У истоков мышления — М.: Политиздат, 1969. — 144 с.
- Жданов Д. А. Возникновение абстрактного мышления. — Х.: Изд-во Харьковского ун-та,1969. — 175 с.

## Награды
- 1966 — Орден «Знак Почёта»;
- 1968 — знак Министерства высшего и среднего специального образования СССР «Отличник народного образования УССР»;
- 1970 — Медаль «В ознаменование 100-летия со дня рождения Владимира Ильича Ленина»;
- 1976 — Орден Трудового Красного Знамени;
- 1981 — Медаль Макаренко (УССР);
- 1982 — Почётная грамота Президиума Верховного Совета УССР (1982).

По решению Совета Министров УССР и Украинского Совета профсоюзов в 1979 и 1982 годах на Аллее трудовой славы Выставки достижений народного хозяйства УССР было установлен его портрет.